# Реймерс Микола Федорович
Микола Федорович Реймерс (4 лютого 1931, Москва — 31 січня 1993) — радянський зоолог, еколог, один з головних учасників становлення заповідної справи в СРСР. Доктор біологічних наук, професор.

## Біографія
Микола Реймерс — син Ф. Е. Реймерса, відомого фізіолога рослин. На початку 1950-х років у зв'язку із загальною ситуацією в радянській біологічній науці батько Реймерса разом із сім'єю був вимушений переїхати до Іркутська, а Миколі Федоровичу, після закінчення першого курсу МГУ, довелося перейти на другий курс Іркутського університету.
До 1961 року, коли Реймерс повернувся до Москви, на великих територіях від Сахаліну до Центрального Сибіру ним були проведені багаторічні і великі польові наукові роботи, присвячені ролі птахів, дрібних ссавців і комах в організації екосистем. Результатом цих робіт стали монографії «Насекомоядные и грызуны верхней Лены» (1963) і «Птицы и млекопитающие южной тайги Средней Сибири» (1966), а також безліч статей.
З початку 1960-х років коло інтересів поступово починає зміщуватися у бік теорії і практики організації заповідної справи. У 1966 році він стає заступником директора по науці Приоксько-терасного заповідника; у 1968–1969 роках працює в Головному управлінні по охороні природи, заповідниках і мисливському господарству Міністерства сільського господарства СРСР.
Від проблем аутекології і популяційної екології Реймерс згодом переходить до вивчення проблем теоретичної екології, еколого-економічної науки (біоекономіки) і екології людини. Активно пропагує і популяризує науку, охорону природи, заповідну справу і раціональне природокористування (у журналах "Наука и жизнь ", «Природа», «Химия и жизнь» і газетних публікаціях), багато виступає з лекціями.
На посаді керівника лабораторії і головного наукового співробітника працював у ЦЕМІ РАН, потім — в Інституті проблем ринку (створеного на базі ЦЕМІ). У 1988 році стає першим головою Екологічного союзу СРСР. З 1992 роки — один з організаторів і перший декан екологічного факультету.
Після тривалої хвороби помер в 1993 році.
З 1993 року щорічно проводяться Наукові читання пам'яті М. Ф. Реймерса.

## Наукова спадщина
Як пише д-р біол. наук, проф. Б. М. Міркін :
«Для цієї спадщини характерна нерівність, що пов'язано з вулканічним науковим темпераментом і працездатністю вічного двигуна, які мав Реймерс. Він гостро відчував замовлення часу на розробку концепції виживання людства і відчував непідготовленість наукового співтовариства росіян до виконання цього замовлення, жахаючись бедламу, який створили ділетанти, що набігли в екологію.

Реймерс намагався один заповнити усі пропуски в екології і буквально мчав від проблем біологічної екології до соціальної. Зрозуміло, що часто-густо він спирався на свій талант дедуктивного мислення, а його осяяння не підтверджувалися фактичним матеріалом. Наприкінці життя він вивчив англійську мову, але зарубіжної літератури належним чином все одно не знав, що, звичайно, знижувало якість його публікацій. Нерідко його екологія була просто емоційною».

### Основні наукові роботи
Трьома основними працями, в яких підведений підсумок багаторічним теоретичним і практичним дослідженням Реймерса, стали словник-довідник «Природопользование» (1990), «Популярный биологический словарь» (1991) і монографія «Надежды на выживание человечества. Концептуальная экология» (1992; перевид., 1994). У останній книзі, уперше в російськомовній літературі, він дав формулювання і систематизував понад 200 екологічних законів, правил і принципів.

### Монографії
- Реймерс Н. Ф., Воронов Г. А. Насекомоядные и грызуны верхней Лены. — Иркутск: Книж. изд-во, 1963. — 191 с.
- Реймерс Н. Ф. Птицы и млекопитающие южной тайги Средней Сибири. — М.-Л.: Наука, 1966. — 420 с.
- Реймерс Н. Ф., Ф. Р. Штильмарк. Особо охраняемые природные территории. — М.: Мысль, 1978. — 295 с.
- Реймерс Н. Ф. Азбука природы. Микроэнциклопедия биосферы. — М.: Знание, 1980. — 208 с.
- Реймерс Н. Ф., Яблоков А. В. Словарь терминов и понятий, связанных с охраной живой природы. — М.: Наука, 1982. — 145 с.
- Реймерс Н. Ф. Основные биологические понятия и термины. Книга для учителя. — М.: Просвещение, 1988. — 319 с.
- Реймерс Н. Ф. Природопользование. Словарь-справочник. — М.: Мысль, 1990. — 639 с.
- Реймерс Н. Ф. Популярный биологический словарь / Отв. ред. А. В. Яблоков. — М.: Наука, 1991. — 539 с.
- Реймерс Н. Ф. Экологизация. Введение в экологическую проблематику. — М.: Изд-во РОУ, 1992. — 121 с.
- Реймерс Н. Ф. Охрана природы и окружающей человека среды. Словарь-справочник. — М.: Просвещение, 1992. — 319 с.
- Реймерс Н. Ф. Надежды на выживание человечества. Концептуальная экология. — М.: Россия молодая, 1992. — 365 с.
- Реймерс Н. Ф. Экологизация. Введение в экологическую проблематику. — М.: Изд-во РОУ, 1994. — 99 с.
- Реймерс Н. Ф. Экология. Теории, законы, правила, принципы и гипотезы. — М.: Россия молодая, 1994. — 366 с.
- Реймерс Н. Ф. Краткий словарь биологических терминов. Книга для учителя. — М.: Просвещение, 1995. — 367 с.

### Брошури
- Реймерс Н. Ф. Под старыми кедрами. Рассказы и сказки. — Новосибирск: Книж. изд-во, 1958. — 41 с.
- Реймерс Н. Ф. Большие качели. Научно-техническая революция и биосфера. — М.: Знание, 1973. — 95 с.
- Реймерс Н. Ф. Энергия, биосфера, человек. — М.: Науч. центр биол. исслед., 1981. — 19 с. (Препринт.)
- Реймерс Н. Ф., Роздин И. А., Лестровой А. П. Твердые отходы химических производств и их переработка. — М.: НИИТЭхим, 1982. — 19 с.
- Реймерс Н. Ф., Холостов В. Г. Словарь охотника. — М.: Физкультура и спорт, 1985. — 63 с.
- Реймерс Н. Ф., Роздин И. А., Лестровой А. П. Отходы как источники энергии. — М.: О-во «Знание» РСФСР, 1986. — 47 с.
- Реймерс Н. Ф. Цена равновесия (О с.-х. экологии). — М.: Агропромиздат, 1987. — 64 с.
- Реймерс Н. Ф. Методология научной (эколого-социально-экономической) экспертизы проектов и хозяйственных начинаний (Общие принципы). — М.: Б. и., 1990. — 24 с.

### Редакторська робота
- Вопросы региональной фенологии и биогеографии / Отв. ред. Н. Ф. Реймерс. — Иркутск: Книж. изд-во, 1960. — 63 с.
- Сезонная и вековая динамика природы Сибири / Отв. ред. Н. Ф. Реймерс и Л. И. Малышев. — Иркутск: Книж. изд-во, 1963. — 121 с.
- Яблоков А. В., Остроумов С. А. Охрана живой природы: проблемы и перспективы / Под ред. Н. Ф. Реймерса. — М.: «Лесн. пром-сть», 1983. — 271 с.
- Алтунина Г. С. Экология водного хозяйства. Краткая энциклопедия / Под ред. Н. Ф. Реймерса. — М.: Б. и., 1994. — 226 с.